# Michel-Joseph-Guillaume de Rabaudy
Michel-Joseph-Guillaume de Rabaudy (* 10. Januar 1784 in Amiens, Königreich Frankreich; † 19. Juli 1837 bei Salamis) war ein französischer Kapitän zur See.

## Familie
Er war der Sohn von François Marguerite de Rabaudy und Amable Aimée Latiez Dumermont. Er hatte eine Schwester Adèle (* 1791). Am 18. März 1821 heiratete er Suzanne Julie Devismes (* 1800). Sie hatten zwei Töchter Marie Aimée und Julie.

## Militärdienst
Er trat am 8. März 1800 in den Dienst der Marine und begann seine Laufbahn als Offiziersschüler auf dem Kanonenboot la Méchante. Am 25. August 1801 wurde er zum Aspirant zweiter Klasse befördert und machte bis zum 13. März 1802 eine Expedition nach Saint-Domingue an Bord der Fregatte l'Incorruptible. Am 7. August 1802 erfolgte die Beförderung zum Aspirant erster Klasse, 1808 zum Leutnant zur See und 1810 schließlich zum Oberleutnant zur See. 1810 war er auf der Île de France stationiert und diente auf der Astrée unter Kapitän Pierre Bouvet. Für seine Verdienste bei der Rückeroberung des Schiffs Africaine von den Briten am 13. September 1810 wurde er zum Ritter der Ehrenlegion ernannt. Nach der Eroberung der Île de France am 3. Dezember 1810 verließ er die Insel und diente nun auf der Clorinde unter Kapitän René Joseph Marie Denis-Lagarde. Am 25. Februar 1814 wurde das Schiff von der britischen HMS Eurotas gekapert und de Rabaudy kam in britische Gefangenschaft. Nach seiner Freilassung wurde er am 18. August 1814 zum Offizier der Ehrenlegion ernannt. Bei der Bombardierung von Cádiz im Jahre 1823 war Rabaudy auch als Marineoffizier zugegen.
Als es während des Argentinisch-Brasilianischen Kriegs zum Aufstand der Söldner in Rio de Janeiro kam, begaben sich britische und französische Truppen nach Brasilien. Konteradmiral Le Marant leitete die französische Operation. Kapitän zur See de Rabaudy, damals Kommandant der Korvette Le Lybio, machte sich bei der Unterdrückung des Aufstands vom 9. bis 11. Juni 1828 verdient und wurde hierfür mit dem brasilianischen kaiserlichen Orden vom Kreuz geehrt. Am 21. Dezember 1828 wurde er zum Kapitän zur See erster Klasse befördert. Bei der Invasion Algiers im Jahre 1830 befehligte de Rabaudy die Fregatte Guerrière. Im folgenden Jahr war er Kapitän der Fregatte Melpomène und Befehlshaber des militärischen Verband, der zusätzlich aus der Brigg Endymion bestand. Die Kriegsschiffe wurden an die Mündung des Tajo entsendet, um Forderungen Frankreichs gegenüber Portugal Nachdruck zu verleihen. Die Melpomène lief jedoch auf Grund und die Endymion setzte alleine die Fahrt fort. Als de Rabaudy schließlich am 16. Mai 1831 am Tejo ankam war die Endymion mit dem französischen Konsul an Bord wieder auf dem Weg nach Frankreich. Er unterbreitete den Portugiesen Frankreichs Forderungen und stellte ein Ultimatum von 48 Stunden. In der Zwischenzeit blockierte er die Zufahrt nach Lissabon, indem er nahende Schiffe verfolgte und diese dann abdrehten. Nach und nach trafen weitere französische Schiffe und Konteradmiral Albin-Reine, Baron Roussin ein. Am 11. Juli 1831 kam es zur Schlacht am Tejo. Die französischen Schiffe gelangten ohne große Verluste bis vor Lissabon und konnten schließlich ihre Forderungen durchsetzen.
1837 übernahm er den Befehl über das Linienschiff Triton. Er wurde in die Levante entsendet, um den Befehl über den dortigen Stützpunkt zu übernehmen. Vorher plante er eine zweimonatige Rundreise in der Ägäis. Er erkrankte jedoch an Bronchitis und Fieber und verstarb schließlich im Hafen von Salamis an Bord der Triton am 19. Juli 1837. Er wurde auf der unbewohnten Insel Lipsokoutali begraben. Sein Grabmal, auf dem ein Obelisk steht, wurde durch seine Crew finanziert.

## Auszeichnungen
Michel-Joseph-Guillaume de Rabaudy war Kommandeur der Ehrenlegion (28. Juni 1831), Ritter des Ordre royal et militaire de Saint-Louis und Offizier des Kaiserlichen Ordens vom Kreuz.